# Sprach-Kitas
Das Bundesprogramm „Sprach-Kitas: Weil Sprache der Schlüssel zur Welt ist“ des Bundesministeriums für Familie, Senioren, Frauen und Jugend (BMFSFJ) schließt seit Januar 2016 an das vorangehende Programm „Frühe Chancen: Schwerpunkt-Kitas Sprache & Integration“ an.
Das Programm „Frühe Chancen“ (2011–2015), ebenfalls eine Initiative des BMFSFJ, zielte darauf, Bildungsangebote in Kindertageseinrichtungen zu schaffen, die vor allem Kindern aus sozial benachteiligten Familien und Familien mit Migrationshintergrund sprachliche Kompetenzen vermitteln.
Schwerpunkte des neuen Bundesprogramms „Sprach-Kitas“ (2016–2020) sind die alltagsintegrierte sprachliche Bildung in Kindertageseinrichtungen, die inklusive Pädagogik und die Zusammenarbeit mit Familien. Der Koalitionsvertrag für die 20. Legislaturperiode sieht eine Weiterentwicklung und Verstetigung des Programms vor.
Das Bundesprogramm sollte ursprünglich 2022 auslaufen, wurde dann aber zunächst um sechs Monate verlängert. Nach Ende des Bundesprogramms können die Kommunen die zusätzlichen Fachkräfte weiterbezahlen oder die Förderung einstellen.
Die Bayerische Staatsregierung führt die Förderung von Sprach-Kitas in abgewandelter Form vom 1. Juli 2023 bis zum 31. Dezember 2024 auf Landesebene fort, während die nordrhein-westfälische Landesregierung die Förderung auf Landesebene bis zum 31. Juli 2026 übernimmt.

## Konzept
Den geförderten Kindertageseinrichtungen werden zusätzliche Fachkräfte zur Seite gestellt. So sollen die Kinder durch alltagsintegrierte sprachliche Bildung früh in ihrer Sprachentwicklung unterstützt werden.
Das Programm „Frühe Chancen“ wurde in zwei Wellen vom März 2011 bis Dezember 2014 durchgeführt. In diesem Rahmen wurden vom Bund rund 400 Millionen Euro zur Verfügung gestellt, die an ca. 4000 Einrichtungen verteilt werden. Das waren meist Kitas, die überdurchschnittlich häufig von Kindern mit Migrationshintergrund und/oder aus sozial benachteiligten Familien besucht wurden.
Auch das Programm „Sprach-Kitas“ wird in zwei Wellen durchgeführt: Januar 2016 bis Dezember 2019 sowie, zeitlich überlappend, Januar 2017 bis Dezember 2020. Es werden rund 3.400 Kindertageseinrichtungen gefördert (Stand: 30. September 2016). Zuschüsse für zusätzliche halbe Fachstellen oder halbe Fachberatungsstellen sowie Maßnahmen der Unterstützung der jeweiligen Kindertageseinrichtung sollen die Angebote sprachlicher Bildung und die Qualität der Kindertagesbetreuung verbessern. Zunächst stellt der Bund für die erste Förderwelle rund 400 Millionen Euro zur Verfügung. Die Förderung durch das Bundesprogramm „Sprach-Kitas“ steht auch Kindertagesstätten offen, die nicht im vorangehenden Programm teilgenommen haben.

## Ziele
Spracherwerb gilt als Schlüssel zur Integration ins gesellschaftliche Leben und ins spätere Berufsleben. Kindern aus sozial benachteiligten Familien soll durch diese Programme Bildung und Sprachkompetenz vermittelt werden.